# Joseph Meng Ziwen
Joseph Meng Ziwen (Hengling, 19 maart 1903 - Nanning, 7 januari 2007) was een Chinees katholiek bisschop. Door zijn trouw aan de Roomse kerk belandde hij voor vijfentwintig jaar in een heropvoedingskamp. Na zijn vrijlating werd hij kerkleider van een ondergrondse kerk. Later heeft de Chinese Katholieke Patriottische Vereniging hem officieel benoemd als een katholiek bisschop van hun kerk. Meng overleed op een leeftijd van honderddrie.